# Schlussgang (Zeitschrift)
Schlussgang ist der Name einer seit 2004 existierenden unabhängigen Fachzeitung über den Schwingsport. Die Schwingerzeitung erscheint 19-mal im Jahr, und zwar in den Wintermonaten Oktober bis März monatlich, in den Sommermonaten April bis September zwei-wöchentlich. Die Fachzeitung berichtet über das aktuelle Geschehen rund um die Nationalsportart in der Schweiz. Der Schlussgang ist zugleich das Fachorgan des Eidgenössischen Nationalturnverbandes und berichtet zudem auch über die Resultate der Ringer in der Schweiz. Die Schwingerzeitung gehört der bewe medien gmbh in Luzern.
In den Jahren seit der Gründung 2004 hat sich die Zeitschrift auch auf weitere Kommunikationskanäle ausgebreitet. Die Homepage und die kostenlose Schwinger-App berichtet an den Wettkampftagen aktuell von den Resultaten der Schwingfeste, sowohl bei den Aktiv- wie auch den Nachwuchsschwingern. 
Schwingen. Das Magazin., welches zweimal jährlich erscheint, berichtet über den Schwingsport und geht dabei mehr auf das Persönliche rund um die Schwinger und die Schwingerei ein.

## Redaktionsleiter
- 2004: Werner Rupp
- 2004 bis 2006: Karl Duss
- 2007 bis 2010: Wolfgang Rytz
- seit 2011: Manuel Röösli